# Amelia Heinle
Amelia Heinle Luckinbill (née Amelia March Heinle) est une actrice américaine, née le 17 mars 1973 à Phoenix, en Arizona (États-Unis).

## Biographie
Amelia March Heinle est née le 17 mars 1973 à Phoenix. Elle grandit en Arizona et déménage au New Jersey avec sa famille à l'âge de 15 ans.
Elle est d'abord mariée à Michael Weatherly, avec qui elle a un fils, August, mais divorce en 1997.
Elle s’est remariée en Mars 2007 à Thad Luckinbill qui jouait le rôle de « J.T. » à ses côtés dans Les Feux de l'amour. Ils ont eu deux enfants ensemble : Thaddeus Rowe (né en 2007) et Georgia March (née en 2009).
Elle commence sa carrière en travaillant comme mannequin, ce qui l'amène à s'installer à New York.
De 1993 à 1995, elle interprète le rôle de Stephanie Brewster dans le soap opera Amoureusement vôtre (Loving) à New York.
Elle apparaît dans plusieurs films de télévision durant les années 1990 et tient notamment un rôle dans L'Anglais (The Limey), le film de Steven Soderbergh en 1998. Elle joue également dans la vidéo musicale I Will Buy You a New Life d'Everclear.
En 2001, Amelia Heinle revient à la télévision et joue le rôle de Mia Saunder dans la série La Force du destin (All My Children) de 2001 à 2004 aux côtés de J. Eddie Peck. Son personnage perdant de l'importance, elle ne renouvelle pas son contrat en 2004,.
En mars 2005, Amelia Heinle rejoint le casting du feuilleton CBS Les Feux de l'amour (The Young and the Restless), dans le rôle de Victoria Newman.

## Filmographie

### Cinéma

#### Longs-Métrages
- 1998 : La Ferme - une comédie bio (en) : Laurie
- 1999 : Liar's Poker : Rebecca
- 1999 : L'Anglais : Adhara
- 2003 : Another Night : une femme

### Télévision

#### Téléfilms
- 1997 : Quicksilver Highway : Darlene
- 1998 : Black Cat Run : Sara Jane Brownell
- 1999 : La ville des légendes de l’ouest : Rose / Betty McCullough
- 2000 : The Only Living Boy in New York : Olivia
- 2000 : Sally Hemings : An American Scandal : Harriet Hemings
- 2001 : Earth vs. the Spider : Stephanie Lewis

#### Séries télévisés
- 1992-1995 : Amoureusement vôtre : Stephanie Brewster (378 épisodes)
- 1995-1996 : The City : Steffi Brewster (32 épisodes)
- 2000 : Jack and Jill : Jacqueline 'Jack' Barrett (saison 1, épisode 0)
- 2004 : La Force du destin : Mia Saunders (44 épisodes)
- Depuis 2005 : Les Feux de l'amour : Victoria Newman
- 2009 : Les Experts : Miami : Elisabeth Corbett (saison 7, épisode 21)
- 2009 : Ghost Whisperer : Brook Dennis (saison 4, épisode 20)

## Nominations et Récompenses
En 1995, elle est nommée pour le Soap Opera Digest Award pour Outstanding Female Newcomer.
Deux années successives, en 2014 et 2015, elle remporte l'Emmy Award dans la catégorie Outstanding Supporting Actress in a Drama Series lors des 41e et  42e cérémonies des Daytime Emmy Awards pour son rôle de Victoria Newman Abbott dans Les Feux de l'amour,.
En 2019; Amlie Heine est nommée aux Soap awards, dans la catégorie, meilleure actrice internationale, toujours pour son rôle dans les Feux de l'amour .